# Полнозубая квакша
Полнозубая квакша (лат. Gastrotheca guentheri) — вид бесхвостых земноводных из семейства Hemiphractidae. Видовое латинское название дано в честь зоолога Альберта Гюнтера (1830—1914).

## Описание
Общая длина достигает 8 см. Голова широкая. Особенностью является наличие настоящих зубов на нижней челюсти, в отличие от всех остальных лягушек. Глазные дуги подняты с небольшими наростами. Туловище сужается в задней части. Конечности довольно тонкие. На передних — 4 пальца с большими дисками-присосками, на задних — 5 пальцев с частично развитыми перепонками. Задние лапы длиннее передних.
Окраска зеленовато-коричневого или зеленовато-оливкового цвета с тоненькими тёмными полосками. Чем-то напоминает увядшие листья.

## Биология и распространение
Любит тропические горные леса. Встречается на высоте от 1200 до 2010 метров над уровнем моря. Активна ночью. Питается различными насекомыми и их личинками.
Самка откладывает до 10—15 яиц в свою выводковую сумку, где развиваются лягушки. У этих квакш отсутствует стадия головастика.
Вид распространён в восточной Колумбии и северном Эквадоре.

## Особенности
Эта лягушка — единственная, имеющая зубы как на верхней, так и на нижней челюсти. Доказано, что нижние зубы отсутствовали уже у предка всех современных лягушек около 230 млн лет назад, и возникли заново у этого вида 5-17 млн лет назад. Таким образом, эта лягушка даёт пример нарушения закона Долло.